# Hypolytrum capitulatum
Hypolytrum capitulatum là loài thực vật có hoa trong họ Cói. Loài này được Suringar ex C.B.Clarke mô tả khoa học đầu tiên năm 1908.